# Nero Wolfe (serie televisiva 2001)
Nero Wolfe (A Nero Wolfe Mystery) è una serie televisiva gialla statunitense andata in onda per due stagioni, dal 2001 al 2002, su A&E Network. La serie è basata sui racconti e sui personaggi (Nero Wolfe e Archie Goodwin) di Rex Stout.
Nel 2000 la serie è stata preceduta dal film per la televisione Nero Wolfe: il ragno d'oro (The Golden Spiders), sempre trasmesso da A&E Network.

## Personaggi
- Nero Wolfe, interpretato da Maury Chaykin
Nero Wolf è il brillante ed eccentrico detective un uomo con poca pazienza per le persone che si mettono tra lui e la sua insaziabile passione per il cibo, i libri e le orchidee.
- Archie Goodwin, interpretato da Timothy Hutton
Archie è l'ingegnoso e sfacciato assistente di Wolfe. È il narratore in prima persone delle storie.
- Fritz Brenner, interpretato da Colin Fox
Il cuoco di Wolfe.
- Saul Panzer, interpretato da Saul Rubinek, nell'episodio pilota, e da Conrad Dunn, nella serie regolare
Con Durkin e Cather forma i Teers, tre detective freelance che spesso assistono Wolfe.
- Fred Durkin, interpretato da Fulvio Cecere
Con Panzer e Cather fa parte dei Teers.
- Orrie Cather, interpretato da Trent McMullen
Con Panzer e Durkin fa parte dei Teers.
- Ispettore Cramer, interpretato da Bill Smitrovich
Cramer è il capo della squadra omicidi di Manhattan.
- Purley Stebbins, interpretato da R.D. Reid
- Lon Cohen, interpretato da Saul Rubinek

## Episodi
| Stagione         | Episodi | Prima TV originale | Prima TV Italia |
| ---------------- | ------- | ------------------ | --------------- |
| Prima stagione   | 12      | 2000-2001          | 2001-2003       |
| Seconda stagione | 16      | 2002               | -               |

## Produzione
Ogni episodio è interpretato pressoché dallo stesso cast degli altri per cui ogni attore di volta in volta interpreta un ruolo diverso con l'ovvia eccezione dei personaggi fissi.

## Distribuzione
A livello internazionale gli episodi Eeny Meeny Murder Moe e Disguise for Murder sono stati uniti in un unico episodio da 90 minuti: Wolfe Stays In (Nero Wolfe: ospiti indesiderabili). Similmente è avvenuto per gli episodi Door to Death e Christmas Party, che sono stati uniti in un unico episodio da 90 minuti: Wolfe Goes Out (Nero Wolfe: delitti d'amore).